# 奥托博伊伦修道院
奥托博伊伦修道院是一座本笃会修道院，位于德国巴伐利亚阿尔高的奥托博伊伦，靠近梅明根。
历史上，奥托博伊伦修道院曾是神圣罗马帝国 40 多个自治的帝国修道院之一，是一个独立的国家。 1802年解散时，修道院占地266平方公里，约有一万人。
修道院教堂于 1926 年被教皇庇护十一世升格为宗座圣殿。

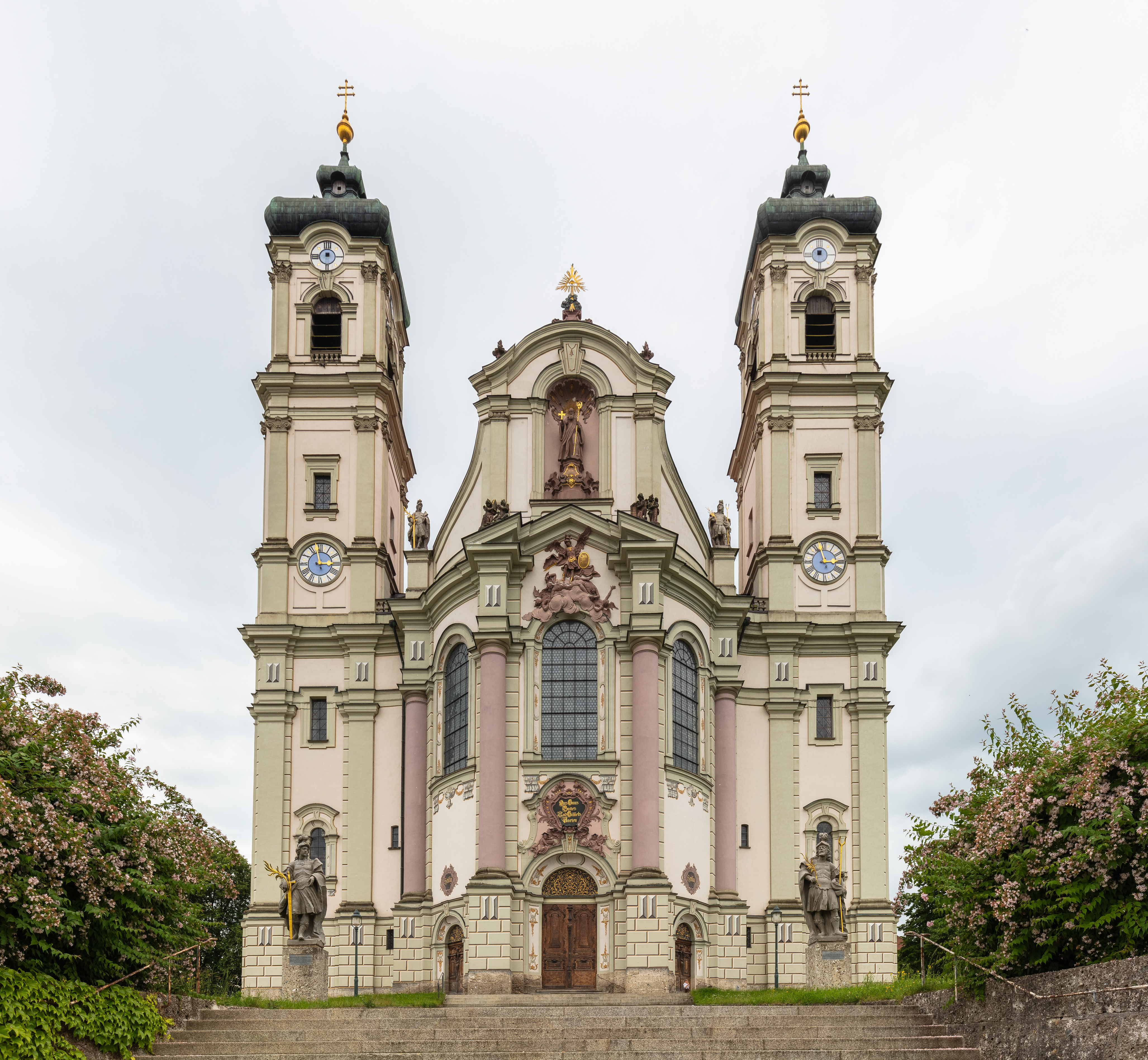
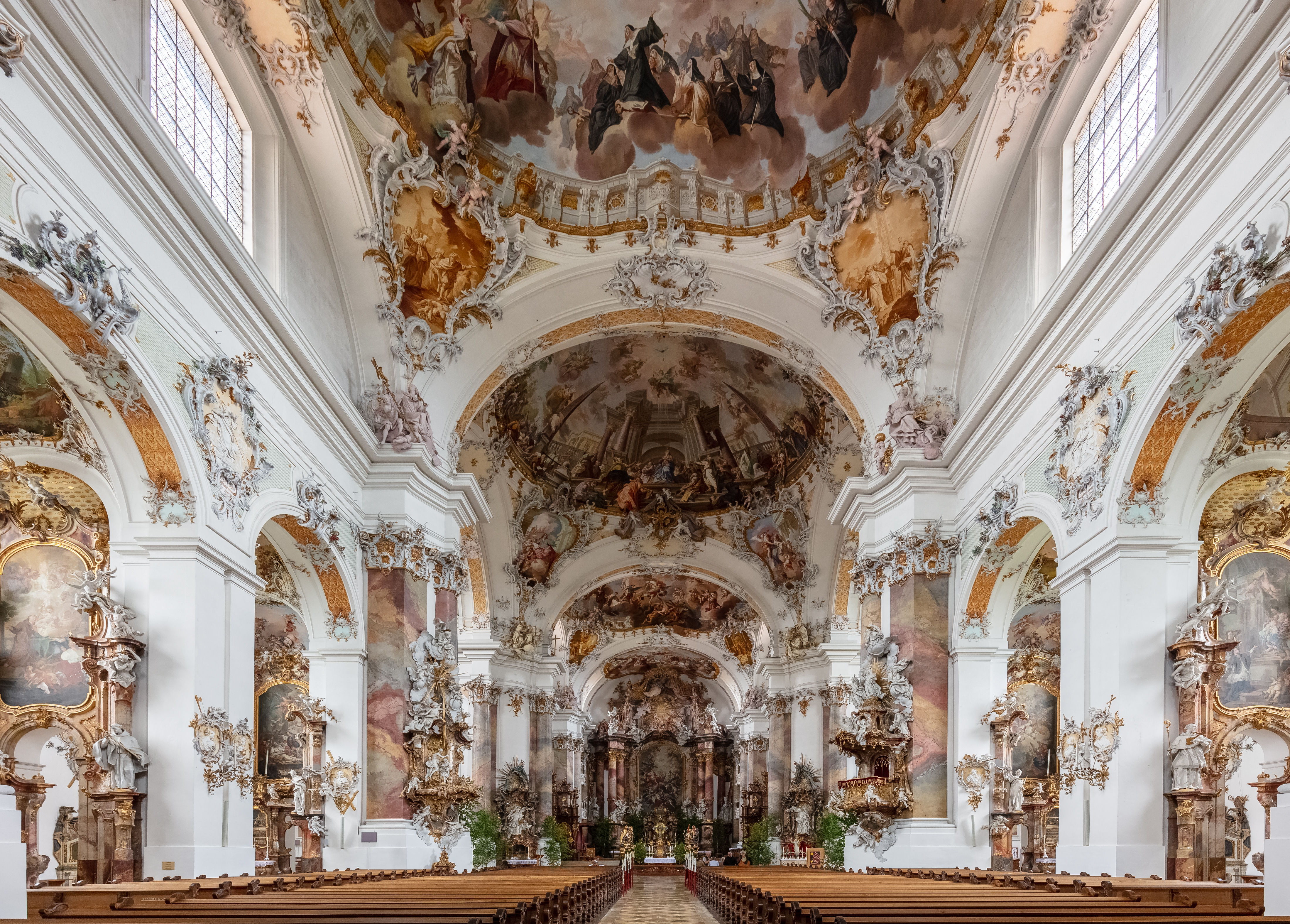
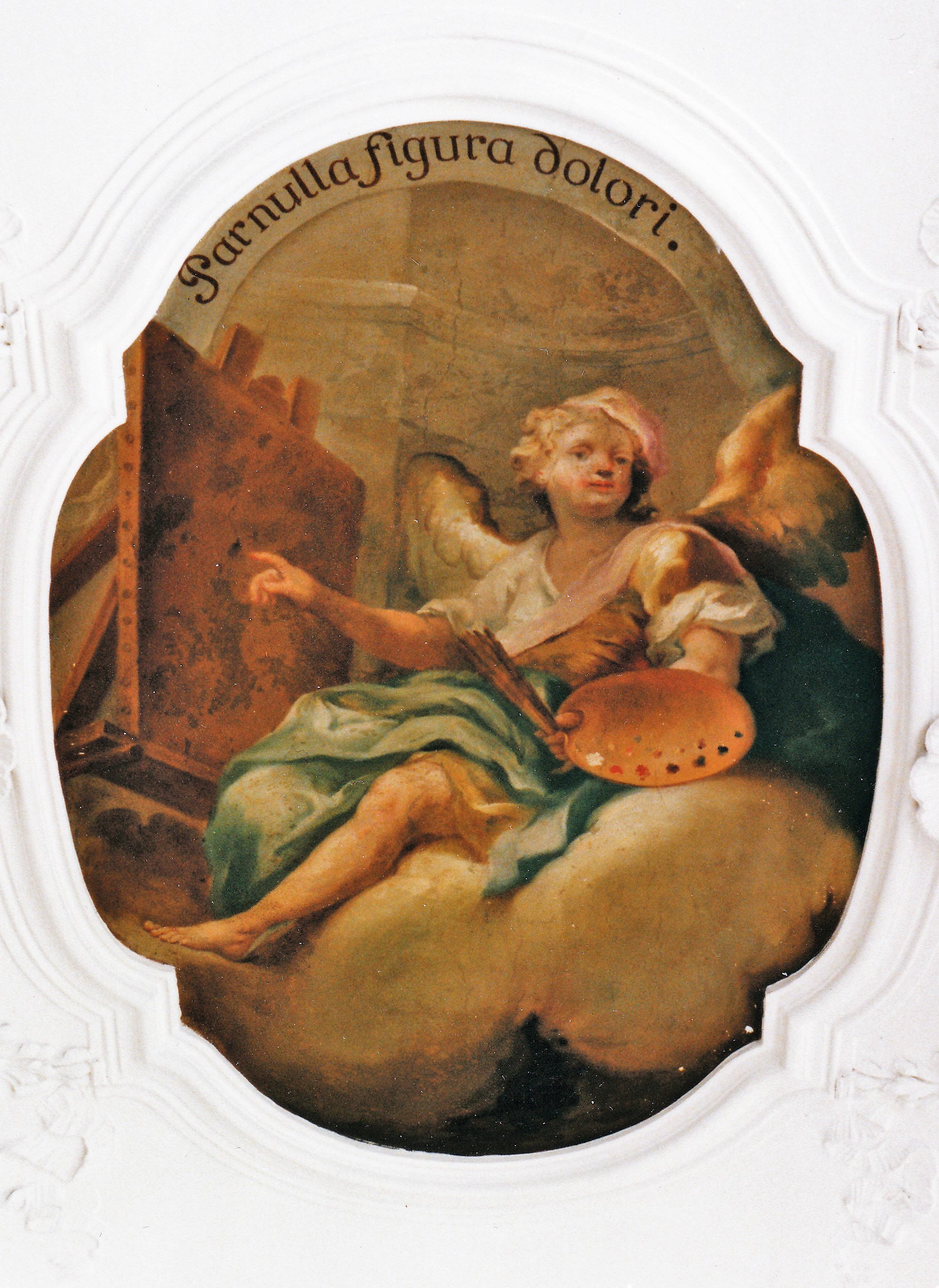
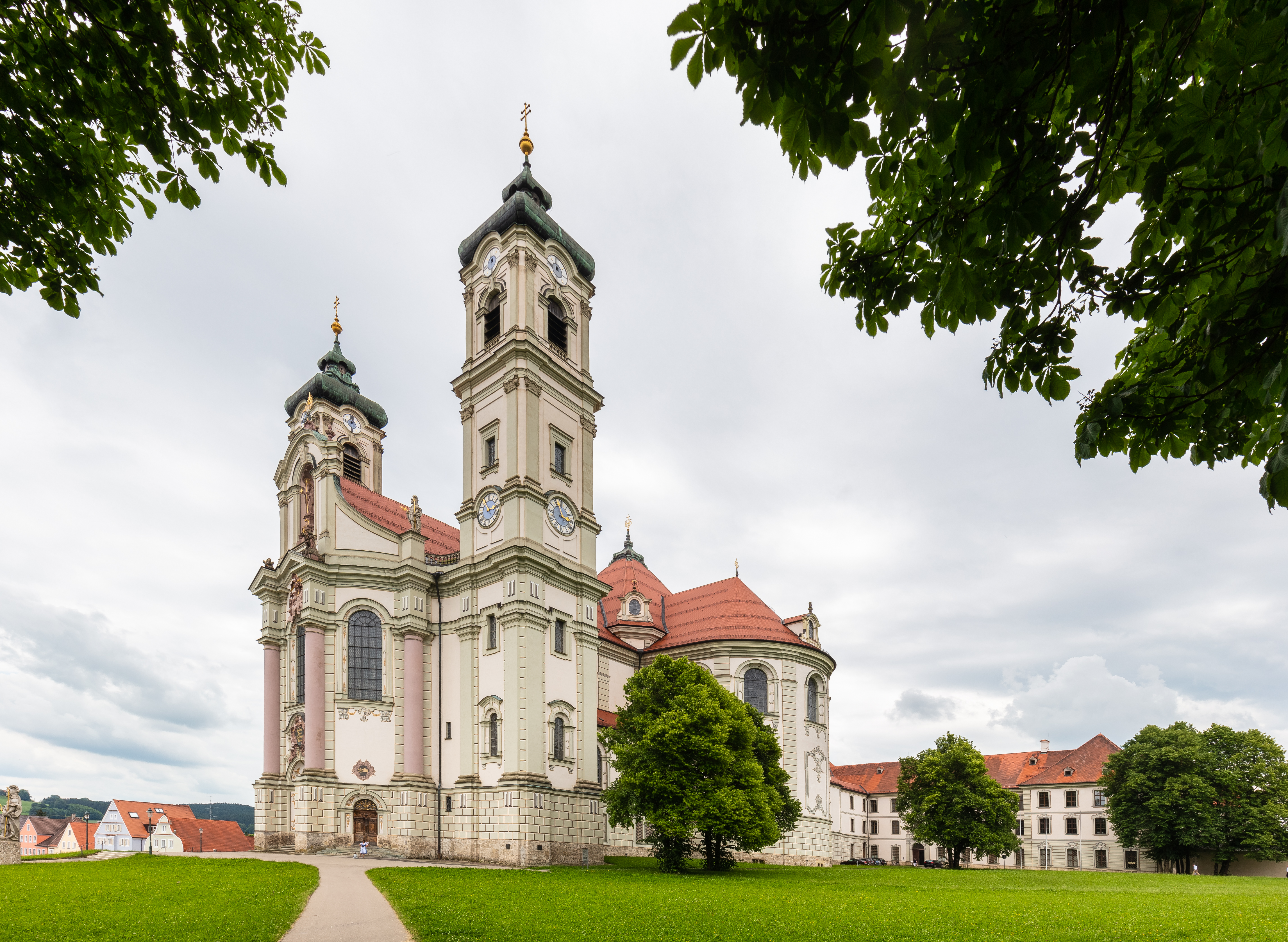
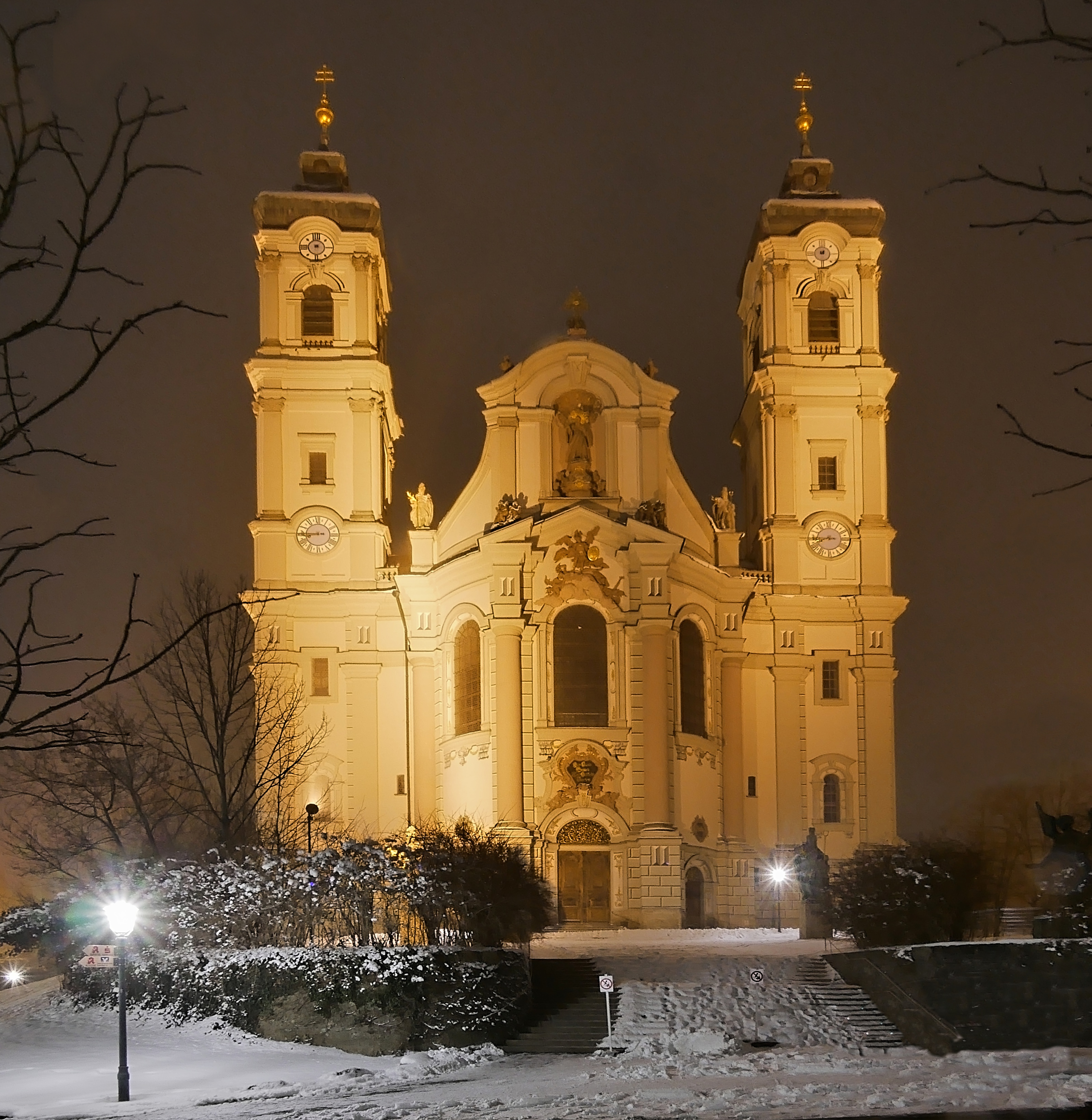
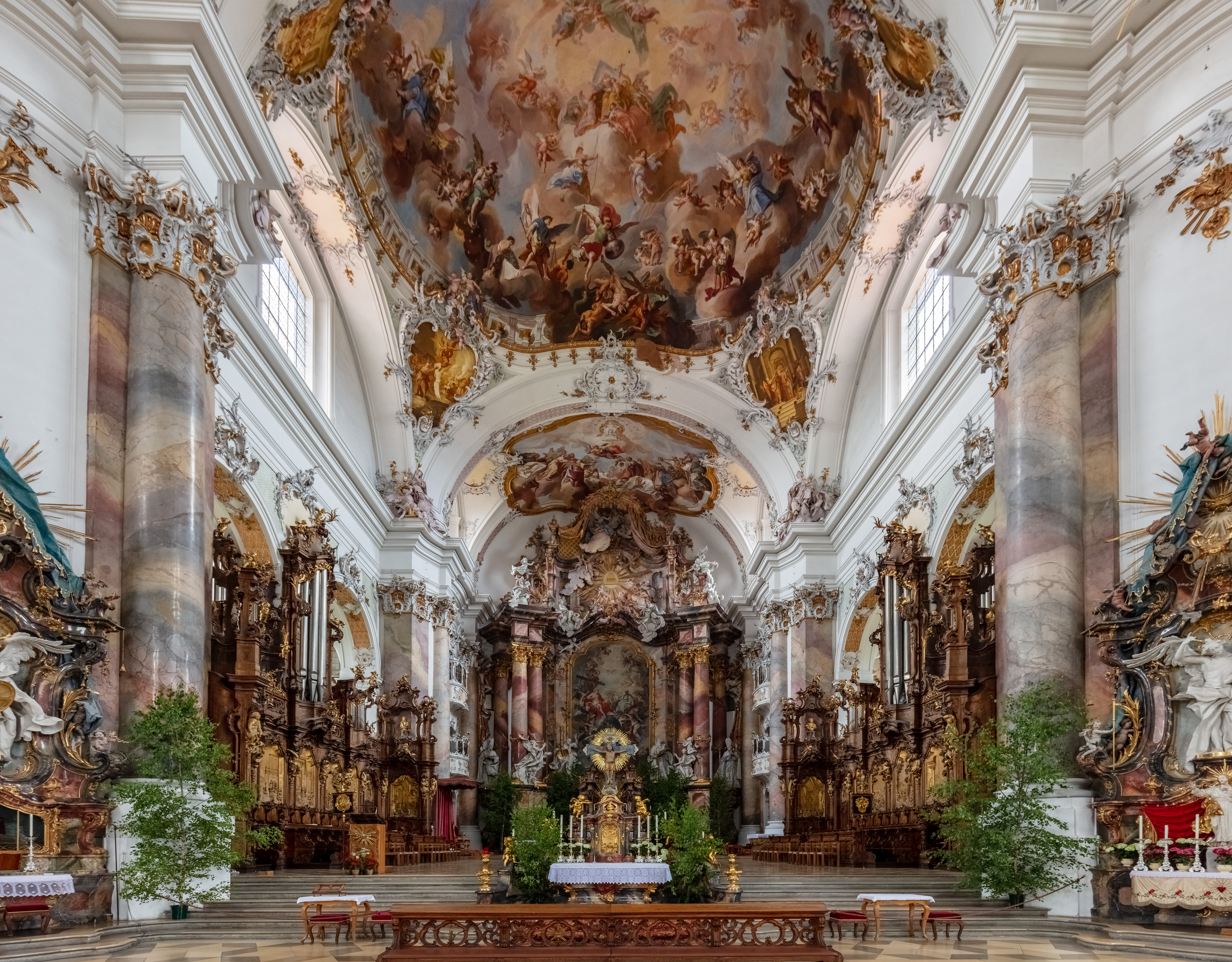
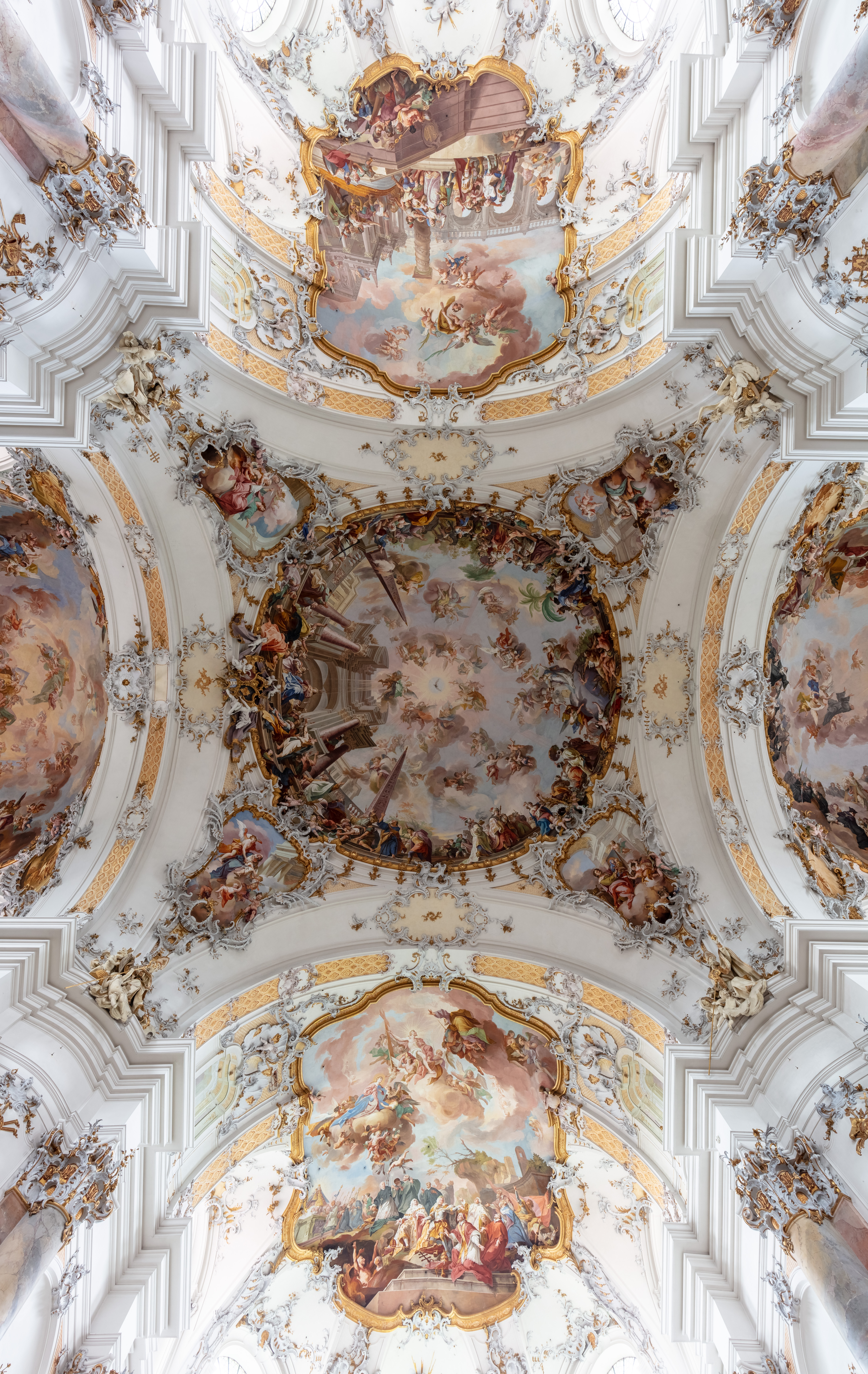
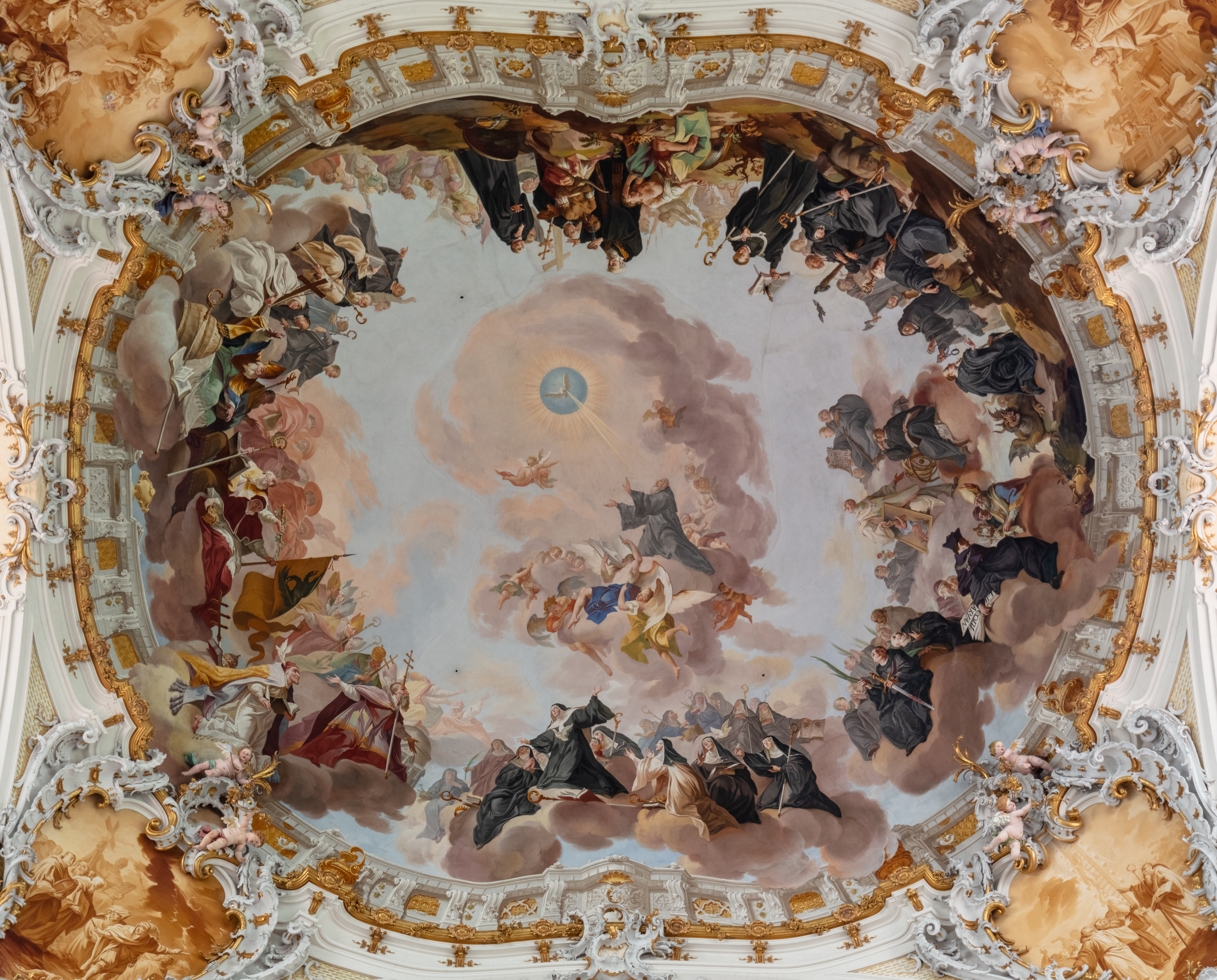
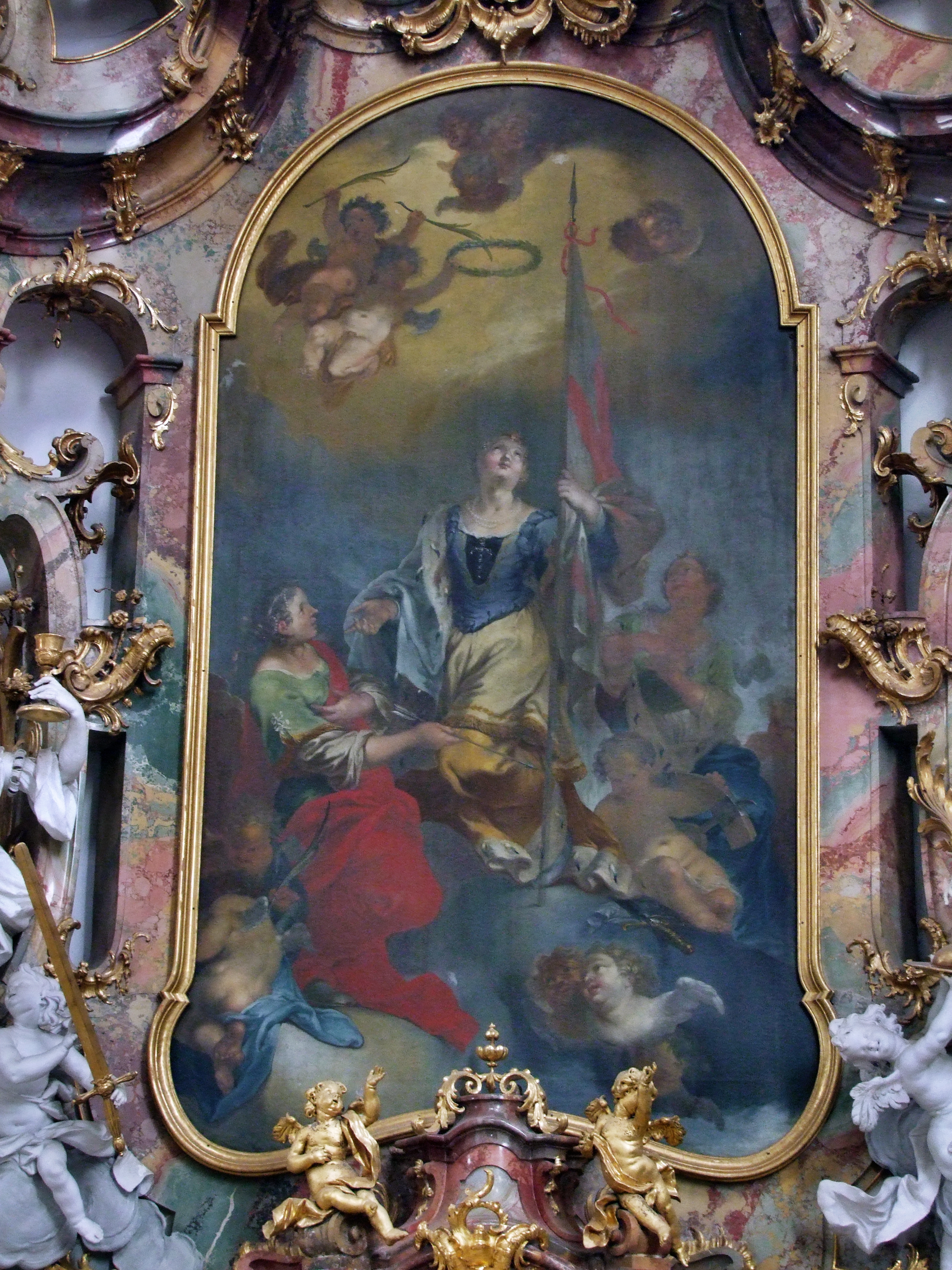
Baroque painting
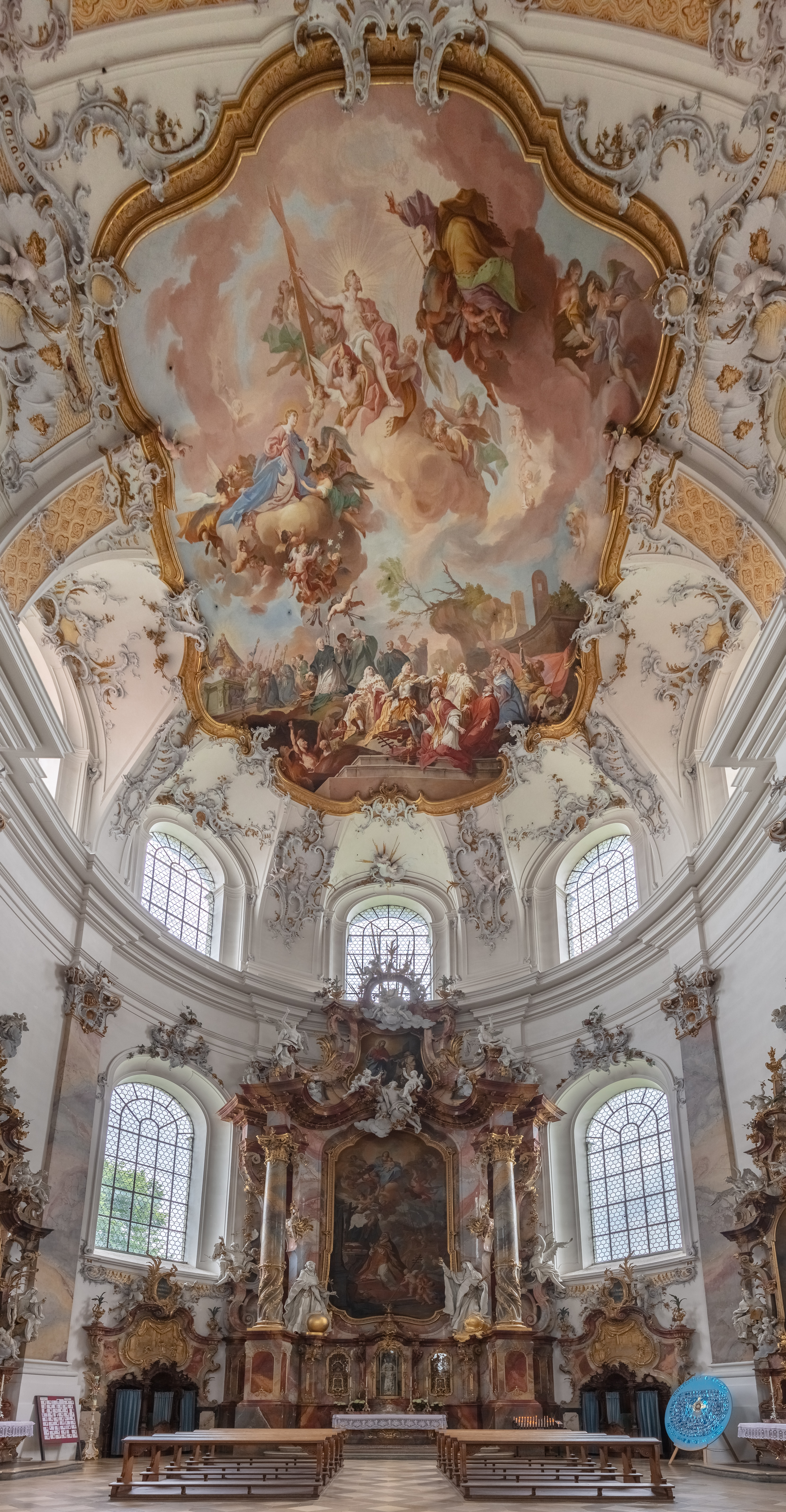
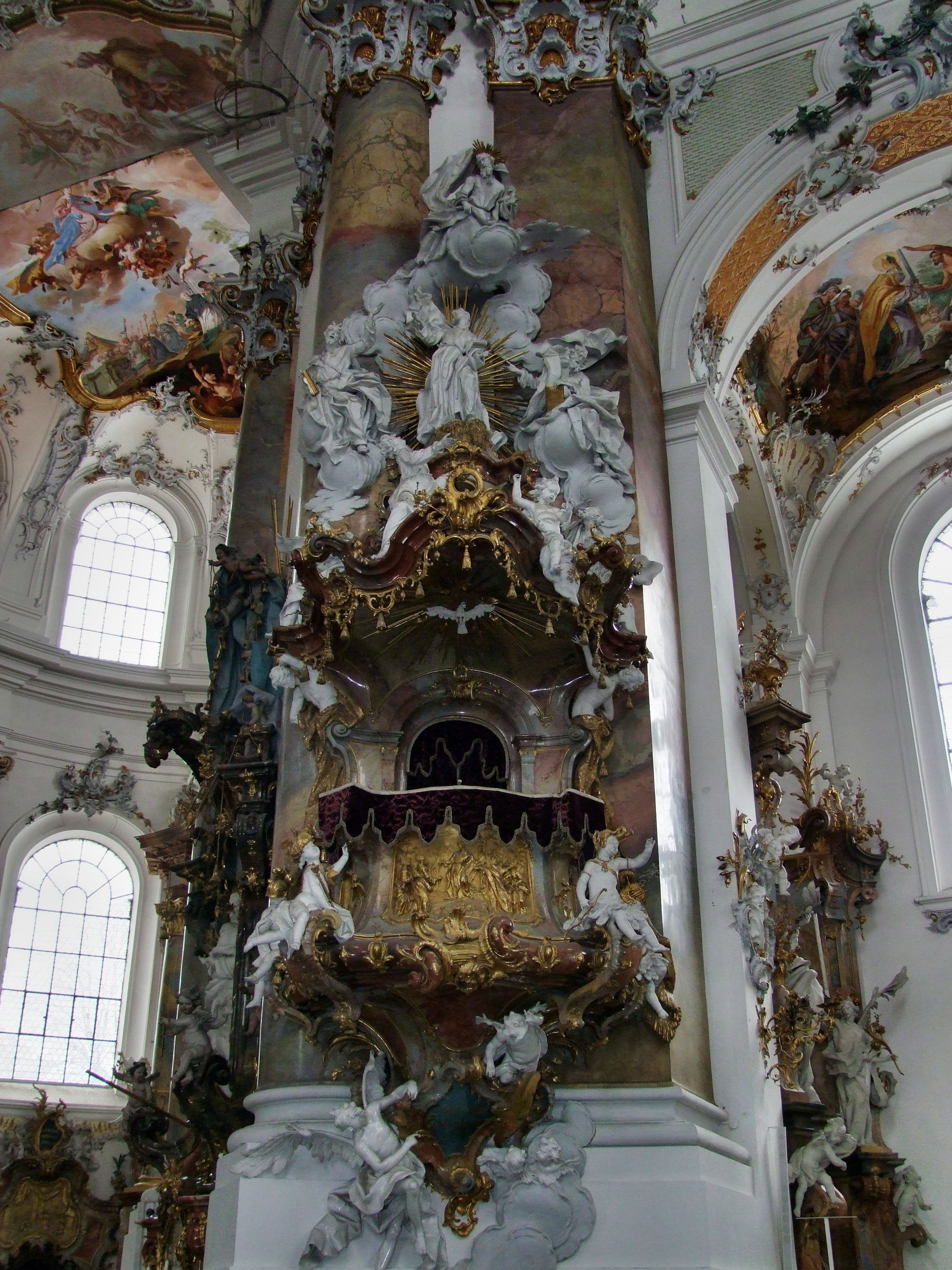
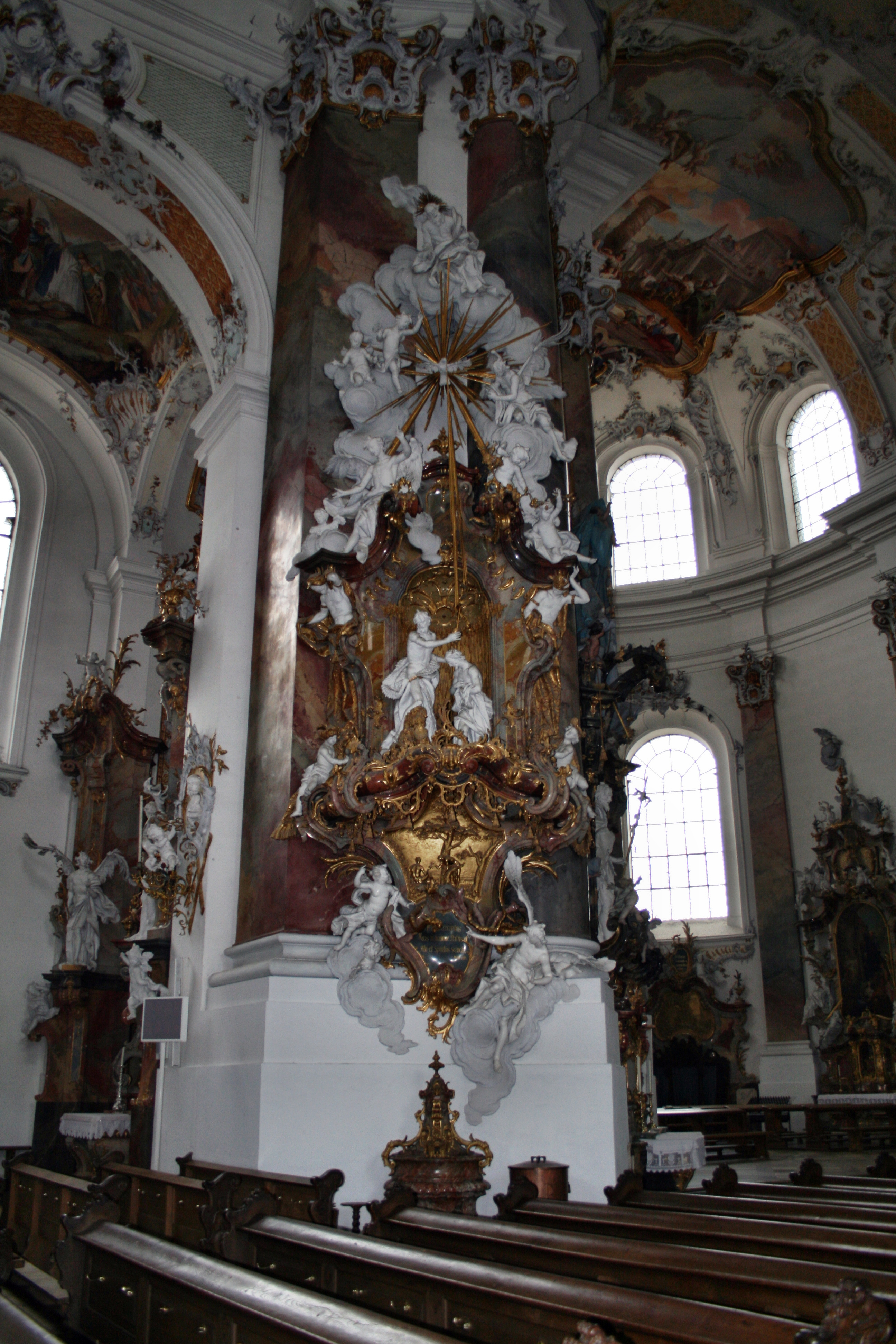
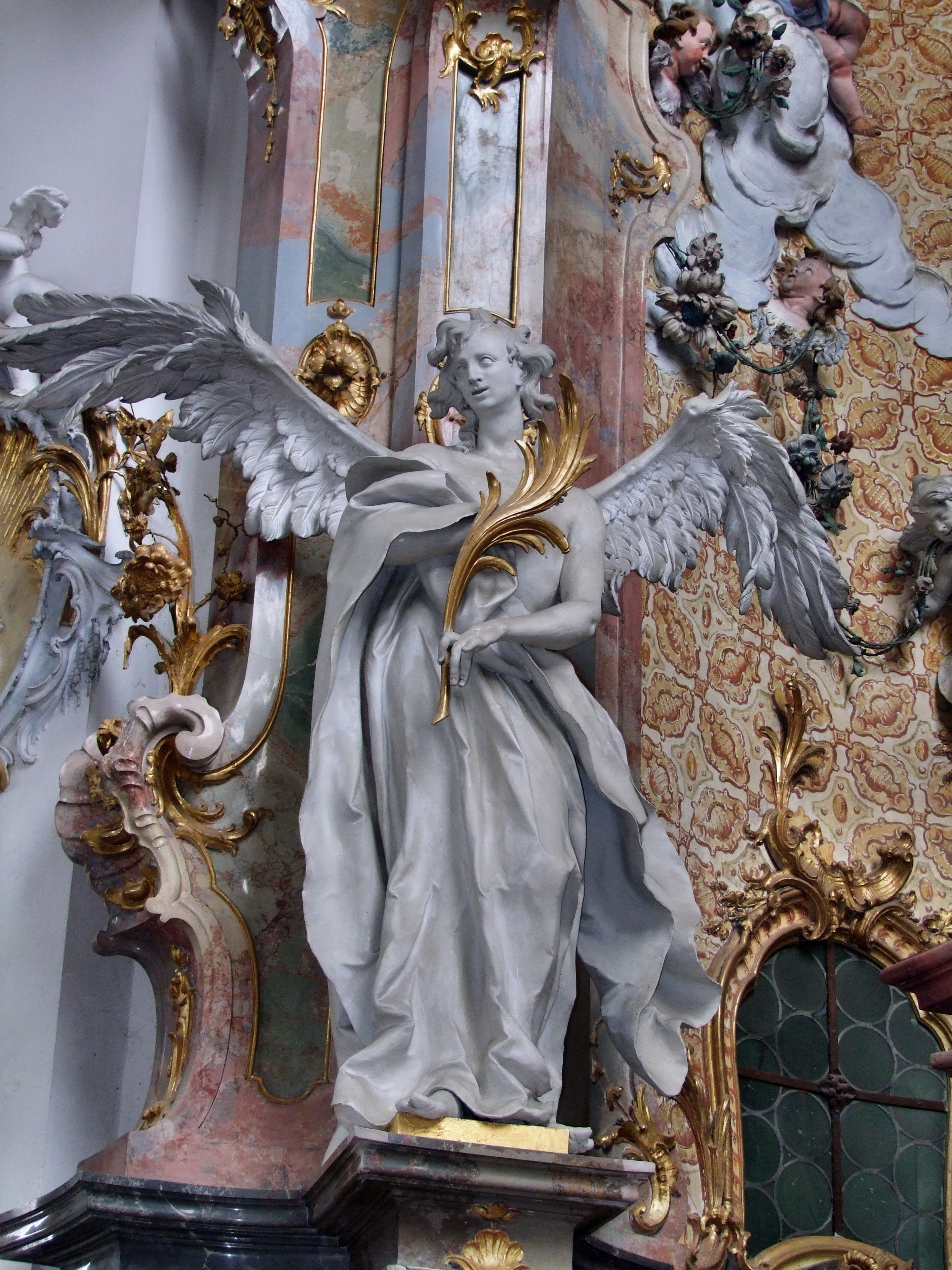
Baroque statues
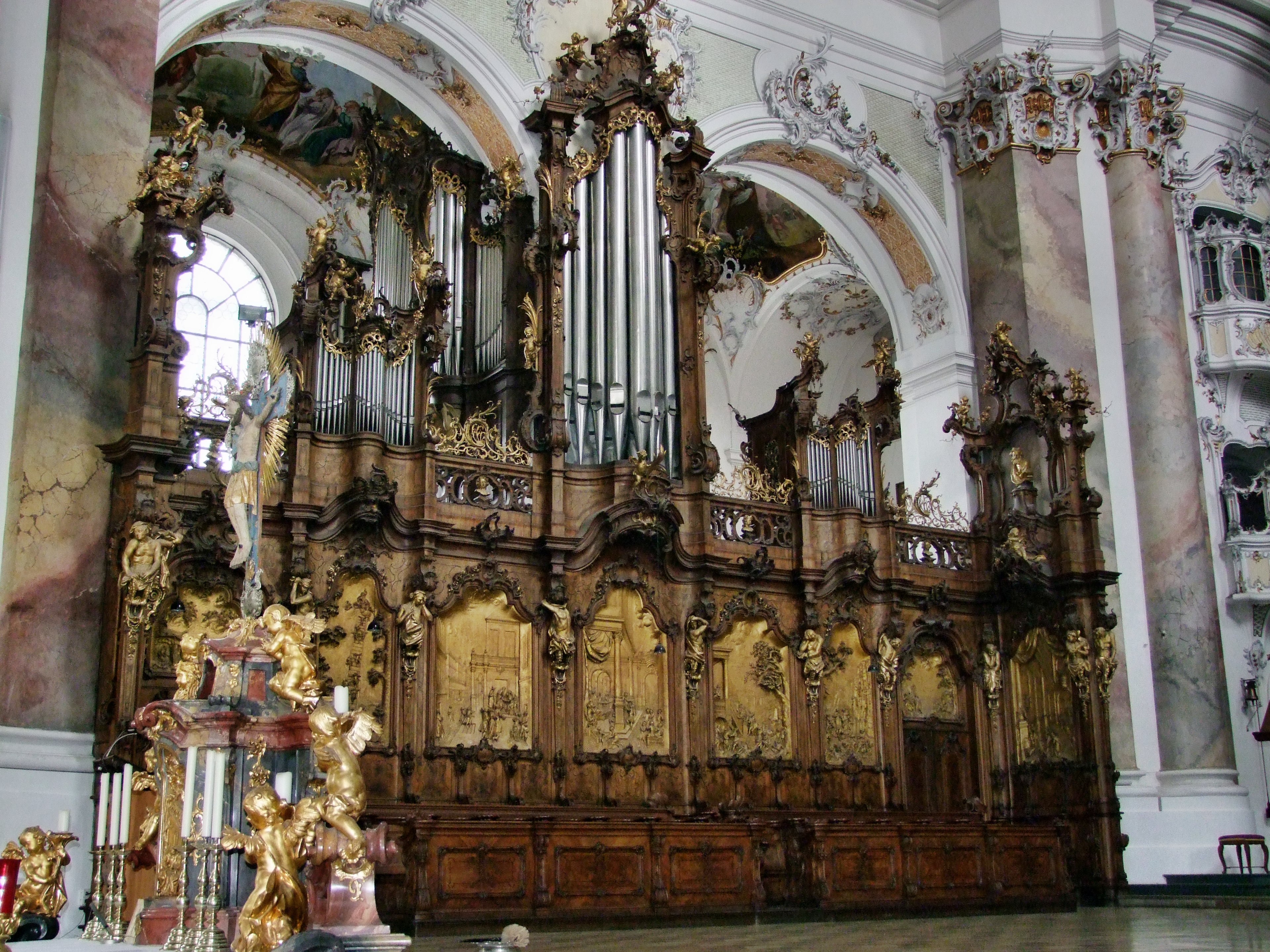
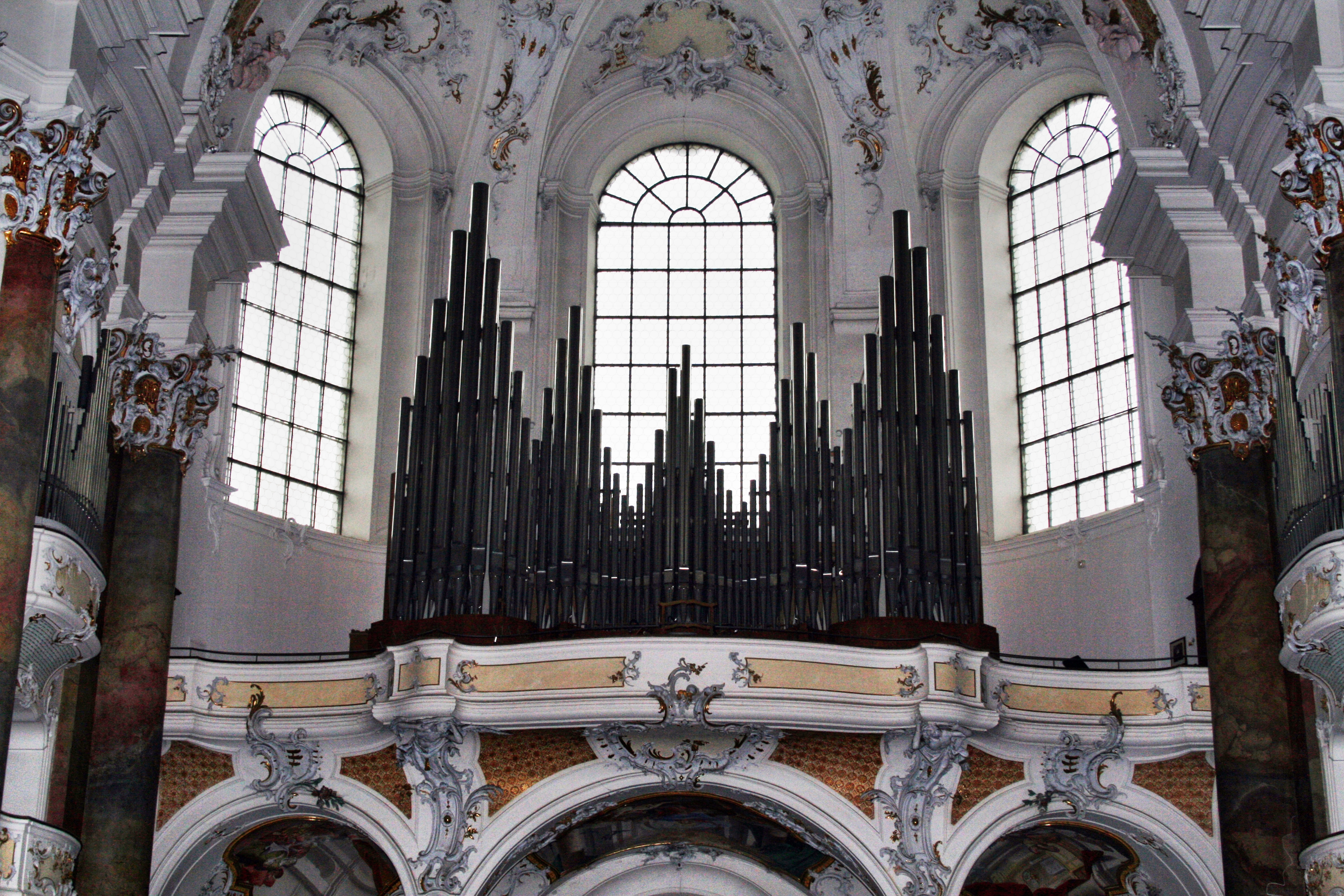